# Хасанов, Абдулла
Абдулла Хасанов — советский хозяйственный, государственный и политический деятель.

## Биография
Родился в 1931 году в Андижанской области. Член КПСС.
С 1954 года — на хозяйственной, общественной и политической работе. В 1954—1983 гг. — агроном 2-й Ленинской МТС, агроном колхоза имени XXII партсъезда Наманганского района, главный агроном 1-й Задарьинской МТС, заместитель председателя Задарьинского, Турякурганского райисполкомов, главный агроном, директор совхоза «Гульбаг», начальник районных управлений сельского хозяйства в Уйчинском и Задарьинском районах, первый секретарь Задарьинского райкома КП Узбекистана, первый секретарь Учкурганского райкома КП Узбекистана.
Избирался депутатом Верховного Совета Узбекской ССР 9-го созыва.
Жил в Узбекистане.

## Награды и звания
- орден Ленина (10.12.1973[4], 27.12.1976[5])
- орден Трудового Красного Знамени (08.04.1971[1]; 26.02.1981[6])
- орден «Знак Почёта» (01.03.1965[7])